# Обсада на Севастопол (1854 – 1855)
Обсадата на Севастопол от 1854-1855 година е обсадата на главната руска черноморска база от френски, британски, турски и италиански войски по време на Кримската война. Превземането на Севастопол от съюзниците принуждава Русия да сключи Парижкия мирен договор.

## Начало
В резултат от сражението при Алма (8 септември 1854) пътят на френско-британските войски към Севастопол е открит. Пет дни по-късно съюзниците подхождат от южната страна на града. Северно от Севастополския залив се разполагат основните руски сили. Така е осигурено периодичното подсилване на гарнизона с оръжие, муниции, провизии и войски, въпреки блокирането на залива от многобройната съюзническа флота. Слабото разузнаване на съюзниците дава възможност на руския командир вицеадмирал Владимир Корнилов да изгради система от укрепления на подстъпите към Севастопол.

## Първи сражения
Първият опит на френско-британското командване за щурм на крепостта се проваля в началото на октомври, поради артилерийското надмощие на защитниците. Руските опити за разкъсване на обсадата обаче също се провалят вследствие от сраженията при Балаклава и Инкерман. Така френско-британското командване получава възможност да привлече значителни подкрепления. До февруари 1855 войските му набъбват до 120 000 бойци – почти двойно спрямо първоначалната численост. По това време то подема офанзива за овладяване на редутите, съоръжени от инженер-полковник Едуард Тотлебен пред основната линия от руски бастиони. Едномесечните усилия завършват без успех за нападателите.
Съотношението на силите се променя решително в полза на французи и британци в края на март, когато заедно с подкрепления от Турция и Италия настъпва съществено подобрение в снабдяването със снаряди по теснолинейна железница, изградена от съюзническите инженери от временната морска база в Балаклава. Тогава съюзниците предприемат втора бомбардировка на Севастопол. Поради недостиг на муниции руските войски не могат да противодействат на вражеската артилерия и търпят значителни загуби. В поредица от сражения през май французите успяват да овладеят предните руски укрепления. Щурмът на основната отбранителна линия на 6 юни е отблъснат, но защитниците отслабват със засилването на артилерийския обстрел срещу крепостта.

## Падане на крепостта
В началото на август руското командване прави последен, неуспешен опит да деблокира Севастопол с удар в тила на обсаждащата армия. Решителната битка става на 27 август, когато французите овладяват стратегически важната позиция Малахов курган. След безрезултатна контраатака остатъкът от руския гарнизон се изтегля по предварително подготвен мост над залива от северната страна на Севастопол.